# Hydrelia candace
Hydrelia candace là một loài bướm đêm trong họ Geometridae.